# Турилли, Макс
Марчелло «Макс» Турилли (итал. Marcello «Max» Turilli; род. 18 ноября 1928, Рим, Королевство Италия — ум. 15 июня 2006, Рим, Италия) — итальянский актёр.

## Карьера
Благодаря знанию немецкого языка и «тевтонской внешности», Турилли зачастую снимался в фильмах студии «Чинечитта», исполняя роли нацистов и немецких солдат в военных фильмах и комедиях. Также актёр в совершенстве владел диалектом Марке и умело подражал акцентам, что сделало его востребованным актёром озвучивания и дубляжа.
На съёмках фильма «Банда неудачников» в 1994 году был репетитором по умбрийскому диалекту Моники Беллуччи.

## Фильмография
| Год  |    | Русское название                   | Оригинальное название                | Роль                             |
| ---- | -- | ---------------------------------- | ------------------------------------ | -------------------------------- |
| 1964 | с  | Расследования комиссара Мегрэ      | Le inchieste del commissario Maigret | арестованный мужчина             |
| 1965 | ф  | Поезд фон Райена                   | Von Ryan's Express                   | немецкий офицер                  |
| 1966 | ф  | Модести Блейз                      | Modesty Blaise                       | Штраусс                          |
| 1967 | ф  | Свисток в носу                     | Il fischio al naso                   | ортопед                          |
| 1967 | ф  | А завтра вас бросит в адское пекло | Dalle Ardenne all'inferno            | адъютант фон Клейста             |
| 1968 | ф  | Бригада дьявола                    | The Devil’s Brigade                  | немецкий командир                |
| 1968 | ф  | Ад в Нормандии                     | Testa di sbarco per otto implacabili | фельдфебель Зидлер               |
| 1968 | ф  | Галилео Галилей                    | Galileo                              | Аквапенденте, профессор анатомии |
| 1969 | тф | Дни Турбиных                       | I giorni dei Turbin                  | фон Шратт                        |
| 1970 | ф  | Гнездо шершней                     | Hornets' Nest                        | полковник Веде                   |
| 1971 | ф  | Трастевере                         | Trastévere                           | немецкий гид                     |
| 1973 | ф  | Три мушкётера на Диком Западе      | Tutti per uno botte per tutti        | барон фон Хорн                   |
| 1973 | ф  | Хотим полковников                  | Vogliamo i colonnelli                | полковник Квинтилиано Турцилли   |
| 1977 | ф  | Комната епископа                   | La stanza del vescovo                | Анжело Берлускони                |
| 1978 | ф  | Большая битва                      | Il grande attacco                    | агент Гестапо                    |
| 1978 | ф  | Медсестра и большие манёвры        | La soldatessa alle grandi manovre    | генерал                          |
| 1982 | ф  | Бог их создаёт, а потом спаривает  | Dio li fa poi li accoppia            | Ансельмо Маркуччи                |
| 1983 | ф  | Бонни и Клайд по-итальянски        | Bonnie e Clyde all'italiana          | немецкий турист                  |
| 1985 | ф  | Солдаты вне времени                | Zone Troopers                        | сержант СС Зеллер                |
| 1987 | ф  | Очи чёрные                         | Oci ciornie                          | отец в Германии                  |
| 1988 | ф  | Столичное животное                 | Animali metropolitani                | охранник «Любовного Парка»       |